# Ausschuss für sozioökonomische Analyse
Der Ausschuss für sozioökonomische Analyse (englisch Committee for Socio-economic Analysis, kurz SEAC) ist ein Arbeitsausschuss der Europäischen Chemikalienagentur (ECHA).
Der Ausschuss erarbeitet für die ECHA im Rahmen der REACH-Verordnung Stellungnahmen (SEAC opinion) zu sozioökonomischen Auswirkungen möglicher Rechtsvorschriften für Stoffe innerhalb des REACH-Verfahrens, wie etwa die Aufnahme in das Verzeichnis der zulassungspflichtigen Stoffe. Die untersuchten Auswirkungen betreffen Wirtschaft, menschliche Gesundheit, Umwelt und Gesellschaft („sozioökonomische Analyse“). Dabei soll der Ausschuss auch Berichte Dritter über sozioökonomische Auswirkungen berücksichtigen und bewerten. Die ECHA übermittelt die Stellungnahmen an die Europäische Kommission, die die endgültigen Entscheidungen trifft.
Rechtsgrundlage ist  Artikel 76 Absatz 1 der Verordnung (EG) Nr. 1907/2006 (REACH).

## Zusammensetzung
Bewerber für den SEAC können ausschließlich von den Mitgliedstaaten nominiert werden. Aus diesen Bewerbern können dann vom Verwaltungsrat der ECHA die jeweiligen SEAC-Mitglieder für eine Amtszeit von drei Jahren ernannt werden. Die Amtszeit kann verlängert werden. Stand April 2021 hat der Ausschuss 33 Mitglieder, wobei die Vorsitzende, María Ottati, und der Stellvertreter, Kalle Kivelä, nicht mitgezählt sind.